# Oxypilus raggei
Oxypilus raggei är en bönsyrseart som beskrevs av Roger Roy 1969. Oxypilus raggei ingår i släktet Oxypilus och familjen Hymenopodidae. Inga underarter finns listade i Catalogue of Life.